# 堀込高樹
堀込 高樹（ほりごめ たかき、1969年6月1日 - ）は日本のミュージシャン・シンガーソングライター・ギタリスト。KIRINJIのギター、ボーカル担当。埼玉県坂戸市出身。既婚。

## 略歴
- 西武学園文理高校卒業。
- 早稲田大学第二文学部東洋文化専修卒業。
- 1996年、実弟・堀込泰行とキリンジ結成。1998年にメジャーデビューを果たす。
- 2005年、ソロアルバム「Home Ground」を発売。
- 2009年、「ザ・グラノーラ・ボーイズ」を結成。メンバーは矢野博康（ドラムス）、田村玄一（スティールパン）、千ヶ崎学（ベース）、桜井芳樹（ギター）。同年8月に「WORLD HAPPINESS 2009」に出演。
- 2013年春のツアーをもって泰行がキリンジを脱退。キリンジは高樹が引き継ぎ、夏より「KIRINJI」と表記を改め、メンバー5名を加えたバンド編成で再始動した。
- 2020年12月のライブをもってKIRINJIのバンド体制での活動が終了。以降は堀込高樹を中心とする「変動的で緩やかな繋がりの音楽集団」として活動していくことを発表した。

## 人物
- セルフレームのメガネがトレードマークであり、キリンジのメガネの方と称されることが多い。
- ナムコ（現:バンダイナムコエンターテインメント及びバンダイナムコスタジオ）にゲーム音楽製作担当として勤務していたことがあり、「スーパーファミスタ5（汗染みは淡いブルース）」「風のクロノア」などのゲーム音楽を製作した。この時期に作られた曲の一部はキリンジの曲としてリメイクされアルバムに収録されている。同じ時期にナムコでアルバイトをしていたかせきさいだぁ≡がキリンジのインディーズデビューのきっかけを作った。
- 「はっぴいえんどBOX」（2004年3月31日発売）付属・別冊ブックレットの松本隆ロングインタビューのインタビュアーを務めた。
- 二児の父である。

## ディスコグラフィー

### アルバム
- Home Ground（2005年11月23日）

全作詞・作曲：堀込高樹
1. 絶交
2. 冬来たりなば
3. クレゾールの魔法
4. パレードはなぜ急ぐ
5. Soft focus
6. 涙のマネーロンダリング
7. AIR GUITAR
8. 雪んこ
9. 一度きりの上映
10. epilogue ～街から町へ～

### CD付き絵本
- あの人が歌うのをきいたことがない（2020年4月1日）

全作詞・作曲：堀込高樹（文：堀込高樹 絵：福田利之）
1. 歌わない人
2. きこえない声
3. なに？これ！
4. ダイヤルに手をあてて
5. 君はいつだって
6. 目と目が合った
7. 終

### サウンドトラックアルバム
- テレビ東京系「共演NG」オリジナル・サウンドトラック（2020年12月23日）
- 鳩の撃退法（オリジナル・サウンドトラック）（2021年8月27日）

## 楽曲提供
- 青山陽一
  - 作詞『休符を数えて生きるのは』（「DEADLINES」2006年9月20日）
- 朝日美穂
  - 作曲『夏のトレモロ』（2008年7月25日）
- atami
  - 作詞『キス・キス』（「ATAMI」2001年2月15日）
- EVO+
  - 作詞・作曲『Methuselah』（「Methuselah」2018年1月17日）
- 大石昌良
  - 作詞『ROCK'N ROLL STAR』（「31 マイスクリーム」2012年1月25日）
- 萩原雪歩(CV:浅倉杏美)、三浦あずさ(CV:たかはし智秋)
  - 作詞・作曲・編曲『LEMONADE』（「THE IDOLM@STER MASTER PRIMAL POPPIN' YELLOW」2017年12月22日）
- かせきさいだぁ
  - 作曲・編曲『午後のパノラマ』（1997年1月11日）
- 我那覇美奈
  - 作曲『白く優しく』（「20」2001年3月7日）
- ギャランティーク和恵
  - 作詞・作曲『あきらめのボン・ヴォヤージュ』（「MIDNIGHT + 1」2011年11月2日）
- 小島麻由美
  - 作詞『猫轢いちゃった』（「セシルの季節 La saison de Cecile 1995-1999」2015年7月22日）
- 坂本真綾
  - 作曲『ムーンライト（または"きみが眠るための音楽"）』（「You can't catch me」2011年1月12日）
- chocolat
  - 作曲『宇宙のトンネル』（「ハムスター」1999年8月21日）
  - 作曲『うわの空』（「ハムスター」1999年8月21日）
- 鈴木亜美 joins キリンジ
  - 作詞『それもきっとしあわせ』（2007年3月14日）
- 鈴木雅之
  - 作詞『スクランブル交差点』（「Funky Flag」2019年3月13日）
- SMAP
  - 作曲『idea』（「BIRDMAN 〜SMAP 013」1999年7月14日）
  - 作曲『愛の灯 〜君とメリークリスマス〜』（「S map 〜SMAP 014」2000年10月14日）
- 高杉さと美
  - 作詞・作曲『君よ、光の礫を投げて』（「garden」2008年2月20日）
- チュウォン
  - 作詞『撫子』（2012年10月10日）
- 20th Century（V6)
  - 作詞『不惑』（「Beautiful World」2016年6月8日）
  - 作詞・作曲『会って話を』（「The ONES <通常盤>」2017年8月9日）
- V6
  - 作詞・作曲『素敵な夜』（「STEP」2021年9月4日）
- トーテム・ロック
  - 作曲『さよならファンタスティカ』（「TOTEM ROCK ep」2003年9月18日）
- 土岐麻子
  - 作曲『ロマンチック』（「Debut」2005年9月7日）
- 冨田恵一 performed by KIRINJI
  - 作詞『乳房の勾配』（1998年1月）
- 冨田ラボ
  - 作詞『香りと影 feat. キリンジ』（「Shipbuilding」2003年2月5日）
  - 作詞『プラシーボ・セシボン feat. 高橋幸宏+大貫妙子』（「Shiplaunching」2006年2月22日）
  - 作詞『Etoile(エトワール) feat. キリンジ』（2009年4月1日）
  - 作詞『いつもどこでも』（「Joyous」2013年10月23日）
  - 作詞『荒川小景 feat. 坂本真綾』（「SUPERFINE」2016年11月30日）
  - 作詞『煙たがられて feat. 細野晴臣』（「7＋」2022年6月29日）
- 中澤信栄
  - 作詞『パノラマ　feat. 畠山美由紀』（2011年8月3日）
- 南波志帆
  - 作詞・作曲『プールの青は嘘の青』（「君に届くかな、私。」2009年9月15日）
  - 作詞・作曲『お針子の唄』（「ごめんね、私。」2010年6月23日）
  - 作詞・作曲・編曲『さよならプリンセス』（「乙女失格。」2012年12月5日）
- Negicco
  - 作詞・作曲『愛は光』（「Negicco 2011〜2017 -BEST- 2」2017年7月20日）
- bird
  - 作曲『髪をほどいて』（2004年9月1日）
- 畠山美由紀
  - 作詞・作曲『口唇には歌を』（「Wayfarer」2018年12月14日）
  - 作曲『ふたりの出来事』（「Wayfarer」2018年12月14日）
- 原田知世
  - 作詞『風邪の薬』（「L’Heure Bleue」2018年11月28日）
- 比屋定篤子
  - 作詞『みんなはできた君はできない』（「風と鱗」2018年6月20日）
- 藤井隆
  - 作曲『未確認飛行体』（2002年2月14日）
  - 作曲『代官山エレジー』（「ロミオ道行」2002年7月1日）
  - 作詞・作曲『わたしの青い空』（2004年7月7日）
  - 作曲『1/2の孤独』（「オール バイ マイ セルフ」2004年7月28日）
- 古内東子
  - 作曲『Somewhere In TOKYO』（「コートを買って」2005年11月16日）
- MY LITTLE LOVER
  - 作曲『悲しきパペット』（「アイデンティティー」2008年5月1日）
- 前園直樹グループ
  - 作曲『たぶん戻って参ります』（2011年10月2日）
- 牧野由依
  - 作詞『太陽を巡って』（「タビノオト」2015年10月7日）
- ミズノマリ
  - 作詞・作曲『春の嵐』（「mariage」2009年4月29日）
- 南佳孝
  - 作詞『ホテルに棲む女』（「ROMANTICO」2004年7月21日）
- 弓木英梨乃
  - 編曲『River』（2011年11月16日）
- RHYMESTER
  - 作詞（共作）・作曲『Diamonds feat. KIRINJI』（「ダンサブル」2017年9月6日）
- 番組テーマ曲
  - 作詞・作曲・編曲 TBSラジオ「週末お悩み解消系ラジオ ジェーン・スー相談は踊る」テーマ曲、ジングル（2014年4月5日放送開始）
  - 作詞・作曲・編曲 TBSラジオ「ジェーン・スー 生活は踊る」テーマ曲、ジングル（2016年4月11日放送開始）
  - 作曲・編曲 テレビ東京「共演NG」OPテーマ（歌唱も堀込高樹）、BGM（2020年10月26日放送開始）

## 出演
- α-STATION（エフエム京都)「NEW MUSIC, NEW LIFE」(2022年4月～、毎週日曜日　午後2時～）